# 捷伊薩里夫
49°21′1″N 23°59′46″E / 49.35028°N 23.99611°E

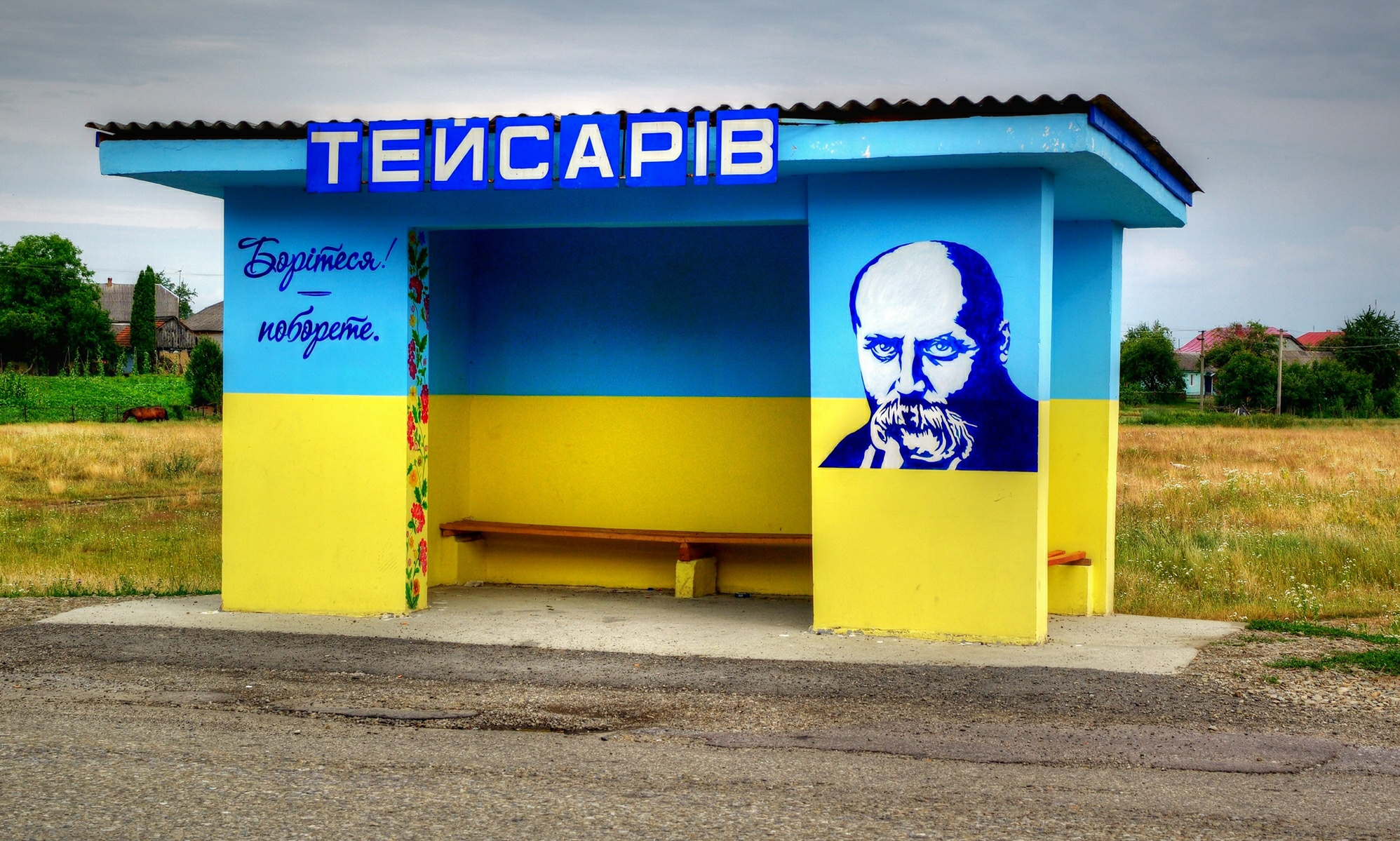

捷伊薩里夫（烏克蘭語：Тейсарів），是烏克蘭西部的村莊，隸屬利維夫州的斯特雷區。該村處於捷伊薩里夫河畔，面積1.59平方公里，海拔高度265米，2001年人口863。